# 開発ビル
開発ビル（かいはつビル）は、愛知県豊橋市駅前大通2丁目33-1にあった複合商業ビル。地上10階建て・地下1階建て。旧称はサンマートビル。名豊ビル（2017年廃止）の西側にある。JR・名鉄・豊橋鉄道豊橋駅東口から徒歩4分。路面電車の豊橋鉄道東田本線駅前大通停留場から徒歩1分。また地下1階で豊橋市駅前大通公共駐車場に直結する。

## 歴史

### サンマートビル(1972年–1981年)
1972年 (昭和47年) 11月、地元の中小小売業者によってショッピングセンターのサンマートビルが建設された。核テナントは衣料品スーパーの長崎屋。1973年 (昭和48年) には8階から10階にボウリング場「サンマートボウル」が開業したが、2年後の1975年 (昭和50年) にはサンマートボウルが閉業した。1977年 (昭和52年) には核テナントの長崎屋も撤退。1979年 (昭和54年) には大規模改装を行い、1階から5階までをファッションビルのパセオ、6階以上には社会保険事務所やカルチャーセンターなどを誘致したが、活性化には至らなかった。

### 開発ビル(1981年–)
1981年 (昭和56年) 8月には第三セクターの総合開発機構が所有権を取得し、サンマートビルから開発ビルに改称した。地下1階は飲食店、1階は商店、2階以上は公的機関などのオフィス・文化施設・資格教室などが入居する複合機能ビルとして運営されている。1982年 (昭和57年) 4月には4階に豊橋市駅前窓口センターが、1983年 (昭和58年) 4月には10階に豊橋市駅前文化ホールが、1986年 (昭和61年) 6月には4階に愛知県旅券センターが、1998年 (平成10年) 4月には3階に豊橋市国際交流協会が入居した。
また、2017年 (平成29年) の名豊ビル取り壊しを受け、サーラグループ系中部ガスの画廊・展示スペースが移転・開設されていた。

## 市街地再開発事業
豊橋市は中心市街地の活性化を進めるため基本計画作りに取り組み、開発ビル・名豊ビル・狭間児童広場跡地で「豊橋駅前大通二丁目地区第1種市街地再開発事業」を進めている。事業概要第1回変更によると地下1階地上24階建ての東棟（2021年完成予定）、20階建ての西棟（2024年秋頃完成予定）および東西2棟を結ぶ仮称「まちなか広場」(面積約2200m2)が建設される予定である。開発ビルは西棟の建設予定地となっており、東棟完成後の2021年 (令和3年) 8月より取り壊されている。

## 主な入居テナント
閉鎖直前の情報（この一部が、em CAMPUS EAST-東棟へ移転）
特徴として、豊橋市をはじめ公益性の高い事業者として国際交流、パスポートの申請・発給や看護、産業振興、法務の窓口が置かれている。また建築関連の事業者のテナントに、このビルの管理者のほか管理業務の「東海ビルメンテナスグループ」関連会社、各種検査・審査業務の「確認サービス」豊橋支店および一般財団法人「愛知県建築住宅センター」が事業所を置く。
9階
- 豊橋公証人合同役場（名古屋法務局）[18]
- 豊橋駅前大通二丁目地区市街地再開発組合
- 中部ガス名豊ギャラリー (2017年6月開廊)[5]

8階
- サーラコーポレーション まちづくり推進部
- サーラグループ総合研修センター

7階
- 株式会社 総合開発機構
- 開発ビル管理株式会社

6階
- 貸会議室

5階
- 株式会社東海ビルメンテナス／株式会社サン東海ビルメンテナス

4階
- 東三河旅券センター（豊橋パスポートセンター）[注釈 3]
- 豊橋市役所 駅前窓口センター[23]
- 公益社団法人愛知県看護協会 (ナースセンター) 豊橋支所[24]
- 公益財団法人あいち産業振興機構 よろず支援拠点豊橋サテライト（平成28年5月24日開設) [25]
- 株式会社確認サービス

3階
- 公益財団法人豊橋市国際交流協会[26]
- 一般財団法人愛知県建築住宅センター[27]

2階
- サーラeパワー[28]

1階
- ぷれまBOX
- （名豊ミュージックショップ　……　2019年9月8日廃業）

地下1階
- 獅子王バイキングレストラン（廃業）[29]
- 公共駐車場の連絡口[2]